# La Grande Épreuve (roman)
Pour les articles homonymes, voir La Grande Épreuve.
La Grande Épreuve est un roman d'Étienne de Montety paru le 19 août 2020 aux éditions Stock et ayant reçu la même année le Grand prix du roman de l'Académie française.

## Historique
Initialement prévue pour le 29 octobre mais reportée en raison de la pandémie de Covid-19 ayant conduit à un second confinement et à la fermeture des librairies, l'annonce du lauréat du Grand prix du roman de l'Académie française est faite le 26 novembre 2020. Le jury désigne La Grande Épreuve par treize voix contre deux à Maël Renouard pour L'Historiographe du royaume et deux à Miguel Bonnefoy  pour Héritage,.

## Résumé
Le roman s'inspire de la vie du père Jacques Hamel et de son assassinat le 26 juillet 2016 dans l'église de Saint-Étienne-du-Rouvray.

## Éditions
- Coll. « La Bleue », Éditions Stock[4], 2020  (ISBN 9782234088412)